# Tachydromia nigra
Tachydromia nigra är en tvåvingeart som först beskrevs av Macquart 1823.  Tachydromia nigra ingår i släktet Tachydromia och familjen puckeldansflugor.
Artens utbredningsområde är Frankrike. Inga underarter finns listade i Catalogue of Life.